# Meisterhäuser Dessau

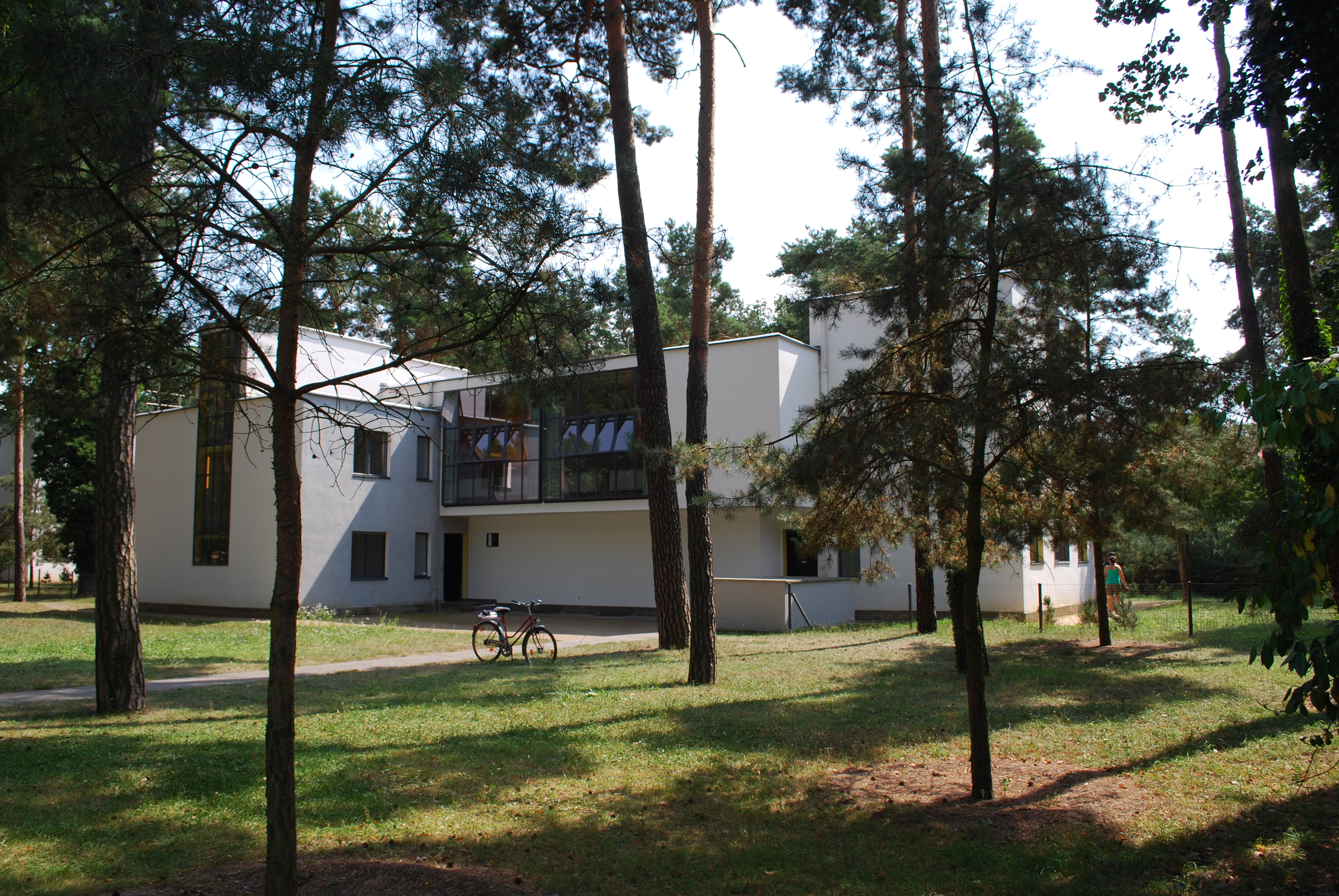
Meisterhaus Muche/Schlemmer (2009)

Die Meisterhäuser in Dessau sind eine kleine Siedlung aus drei identischen Doppelhäusern und einem Einzelhaus, die als Wohngebäude für die Meister und den Direktor des Staatlichen Bauhauses in Dessau nach Entwürfen von Walter Gropius 1925 bis 1926 errichtet wurden. In unmittelbarer Nähe befand sich zudem eine von Ludwig Mies van der Rohe entworfene Trinkhalle. Ebenso wie beim Bauhausgebäude konnte das Bauhaus mit den Meisterhäusern seine architektonischen und künstlerischen Vorstellungen programmatisch verwirklichen. Die Siedlung gehört zu den wichtigsten Werken der modernen Architektur der Zwischenkriegszeit.
Das Direktorenhaus wurde von Walter Gropius genutzt, die Doppelhäuser wurden von László Moholy-Nagy und Lyonel Feininger, Georg Muche und Oskar Schlemmer, sowie von Wassily Kandinsky und Paul Klee bewohnt. Nach dem Auszug der Bauhausmeister und Gropius durch die zwangsweise Schließung des Bauhauses 1932 wurden die Gebäude teilweise erheblich umgebaut. Nach Zerstörungen 1945 sind heute noch das Kellergeschoss des Hauses Gropius, die Hälfte von Feininger des Hauses Moholy-Nagy/Feininger und die Häuser Muche/Schlemmer und Kandinsky/Klee erhalten. In der Zeit der DDR verfielen die Gebäude weiter, die Trinkhalle wurde in den 1960er oder 1970er Jahren abgerissen. Ab den 1990er Jahren wurden die Gebäude renoviert und sind seit dem teilweise museal besichtigbar.
Die zerstörten Gebäudeteile und die Trinkhalle wurden 2013 bis 2014 nach Entwürfen des Büros Bruno Fioretti Marquez als „Neue Meisterhäuser Dessau“ in ihrer Kubatur wiederhergestellt, ohne eine getreue Rekonstruktionen der zerstörten Häuser vorzunehmen.

## Beschreibung

### Gesamtanlage
Die Häuser befinden sich entlang der Südseite der Ebertallee in lockerem Kiefernwald. Von Ost nach West sind es das Einzelhaus Gropius sowie die Doppelhäuser Moholy-Nagy/Feininger, Muche/Schlemmer und Kandinsky/Klee. Die drei Doppelhäuser wiesen identische Grundrisse auf, wobei die eine Hälfte jeweils fast das um 90 Grad gedrehte Spiegelbild der anderen war. Die Häuser sind von der Straße zurückgesetzt und durch schmale Beton- oder Kieswege erschlossen. Die Gesamtanlage ist stark durch die die Häuser umgebenden Kiefern geprägt, so dass sich der Eindruck einer Waldsiedlung ergibt.
Kennzeichnend für die Architektur der Häuser sind die kubische Form mit Flachdach, große, einfarbige Flächen und große Fenster, die eine Verbindung von Innen und Außen herstellen. Diese Verbindung wird auch durch die großen Terrassen und Balkone sowie die zahlreichen Türen thematisiert: Von nahezu jedem Raum aus ist es möglich, durch eine Tür nach draußen zu treten. Stark von außen sichtbare Elemente sind neben den Außenwänden aus verputztem Jurkostein auch die Heizkörper der Zentralheizung, mit denen das „Moderne“ nach außen für jedermann sichtbar transportiert werden sollte. Dies führte sogar dazu, dass z. B. in den Badezimmern die Heizkörper an thermisch ungeeigneten Stellen angebracht, dafür aber von außen gut durch die Fenster sichtbar waren.[Beleg fehlt]

### Haus Gropius
Das Haus Gropius ist ein zweigeschossiges, unterkellertes Gebäude mit Flachdach. Seine Form ist kubisch und eher flachgestreckt. Das Erdgeschoss ist annähernd rechteckig bis auf einen Rücksprung an der Nordostecke. Das zweite Geschoss springt im Osten und Süden wesentlich zurück und ist im Norden und Westen bündig mit dem Erdgeschoss. Die rechteckige Grundform des zweiten Obergeschosses wird durch einen schmalen Gebäudeteil im Südwesten ergänzt, die über das Erdgeschoss hinausreicht und auf der Terrasse auf Pfeilern steht.
Durch die Eingeschossigkeit etwa des östlichen Viertels des Gebäudes, dem Rücksprung dieses Gebäudeteiles im Norden und dessen Fensterlosigkeit nach Norden, sowie eine in diesem Bereich orthogonal vom Gebäude abgehende Gartenmauer lassen die Nordfassade als Rechteck erscheinen. Der Haupteingang an der Nordseite befindet sich direkt links von der Mittelachse. Über ihm befindet sich ein flaches Vordach.

### Doppelhäuser
Die zweigeschossigen Doppelhäuser mit Flachdächern bestehen aus zwei quaderförmigen eher hochgestreckten Baukörpern, die in Nord-Süd-Richtung verschoben sind und in Ost-West-Richtung mit etwas Abstand voneinander stehen. Zwischen diesen Baukörpern befindet sich ein eher flachgestreckter quaderförmiger Verbindungsbau, der sich in der Nordost- und Südwest-Ecke mit den hochgestreckter Baukörpern überlappt.

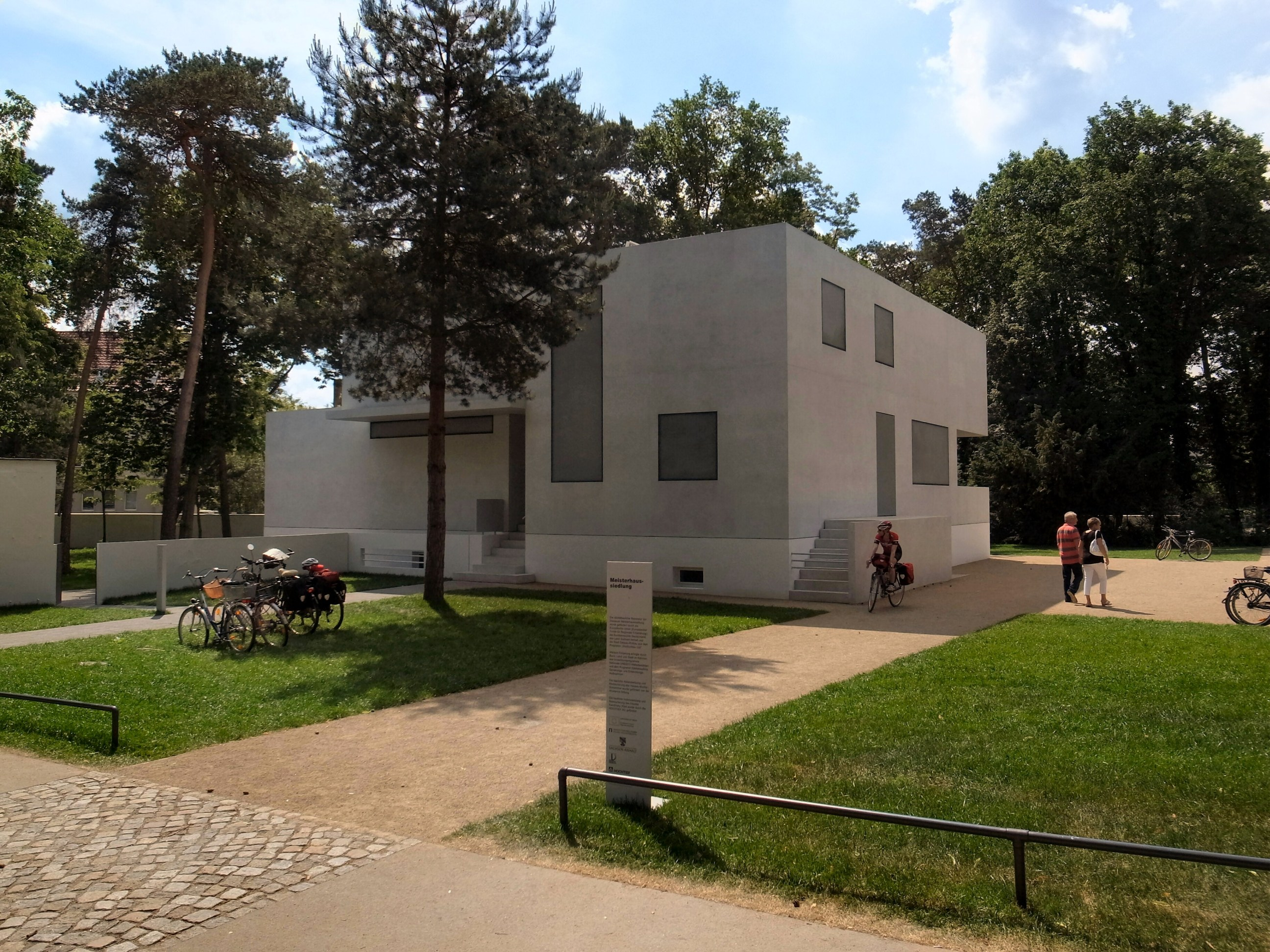
Neues Meisterhaus Gropius auf erhaltenem Kellergeschoss (2014)
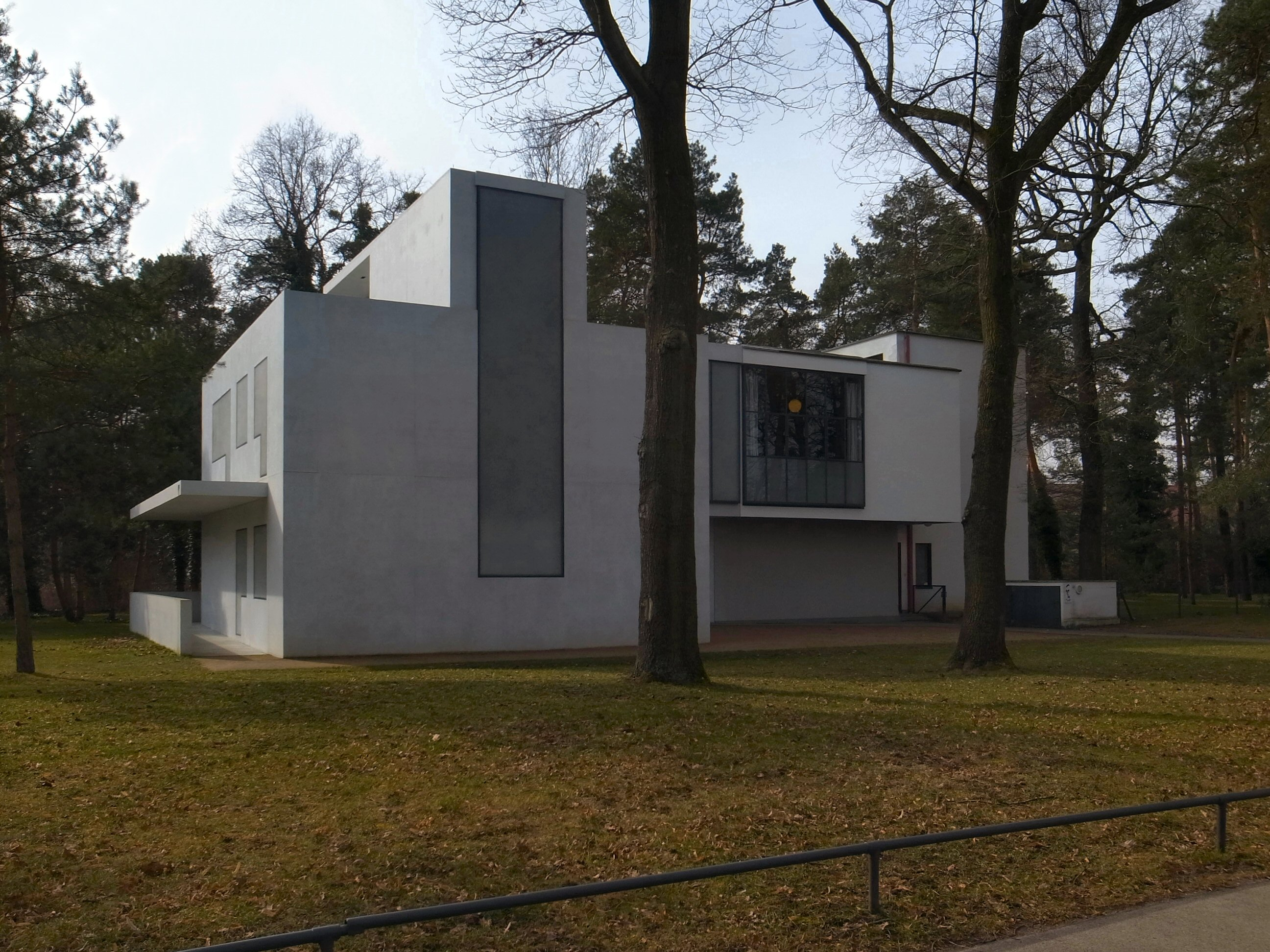
(Neues) Meisterhaus Moholy-Nagy/Feininger (2015)
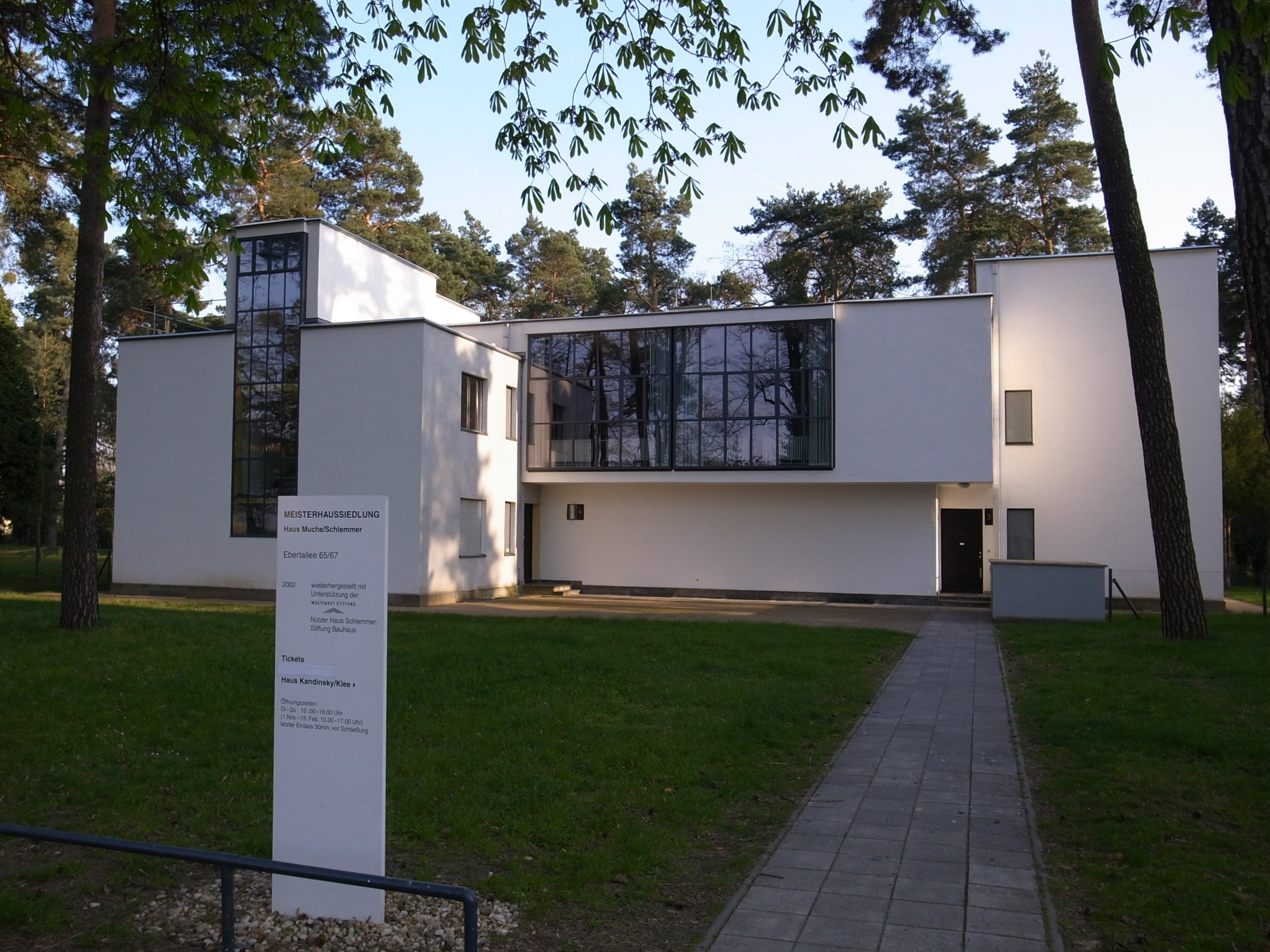
Haus Muche/Schlemmer (2010)
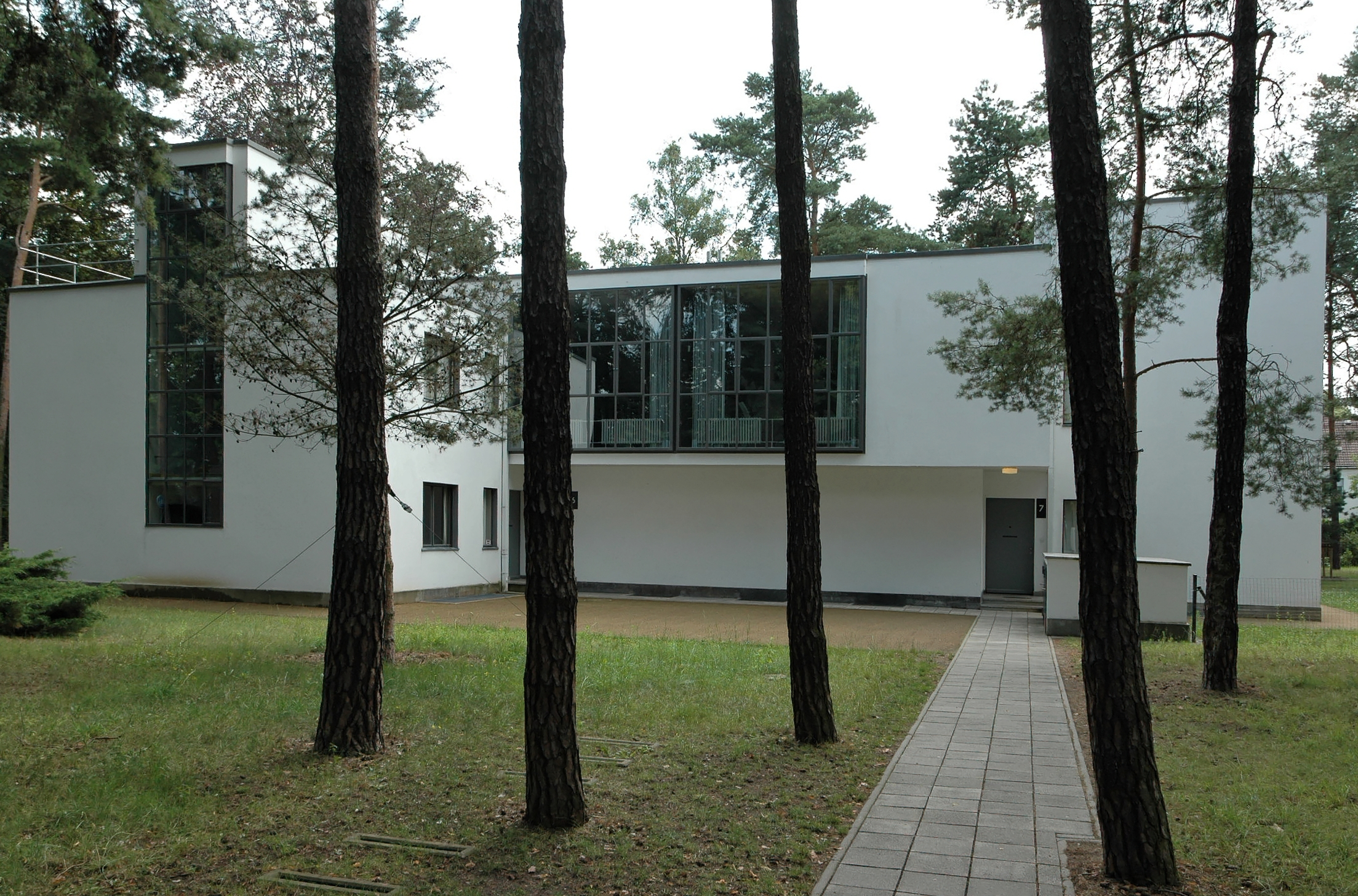
Haus Kandinsky/Klee (2004)
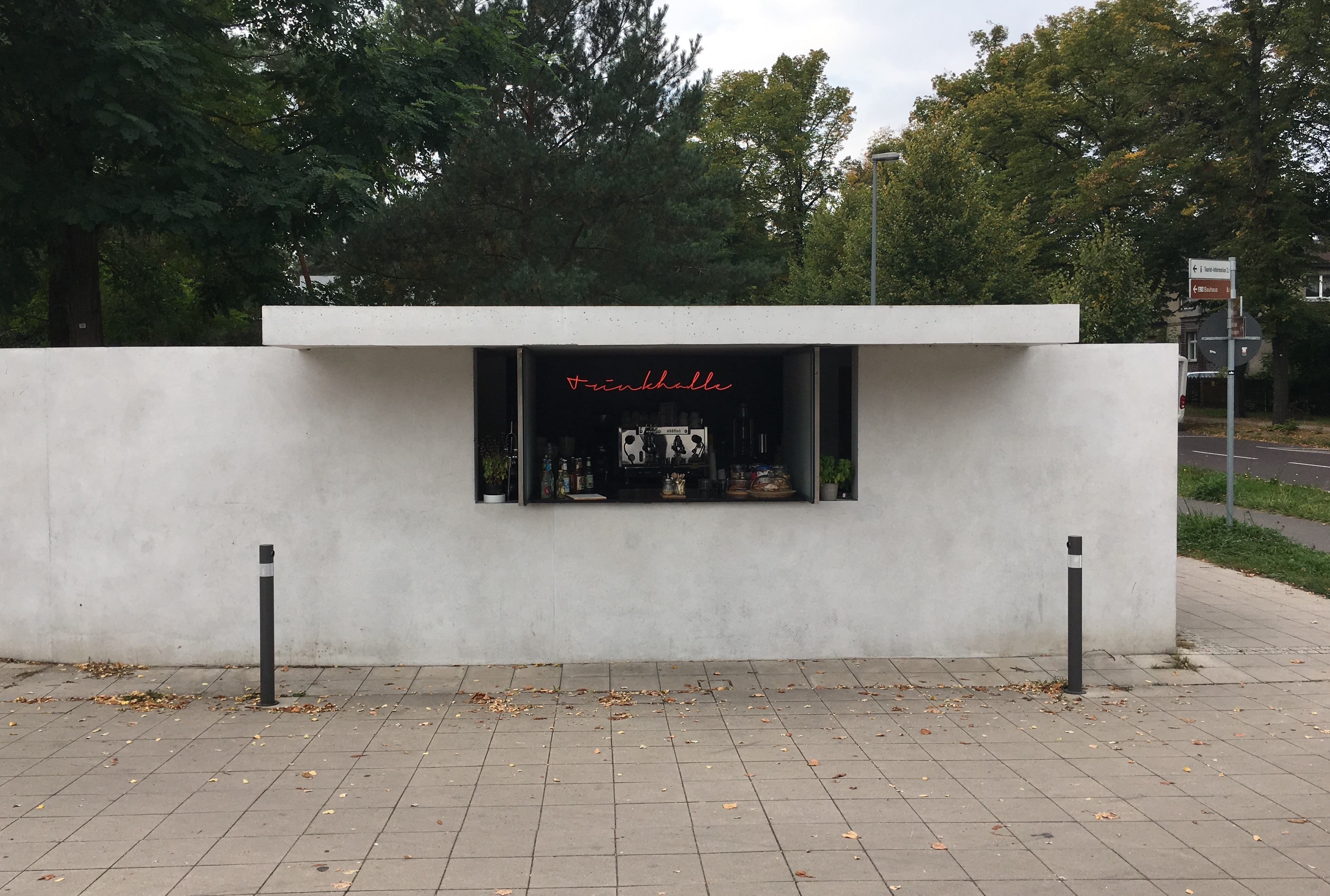
Neue Trinkhalle (2017)

## Geschichte

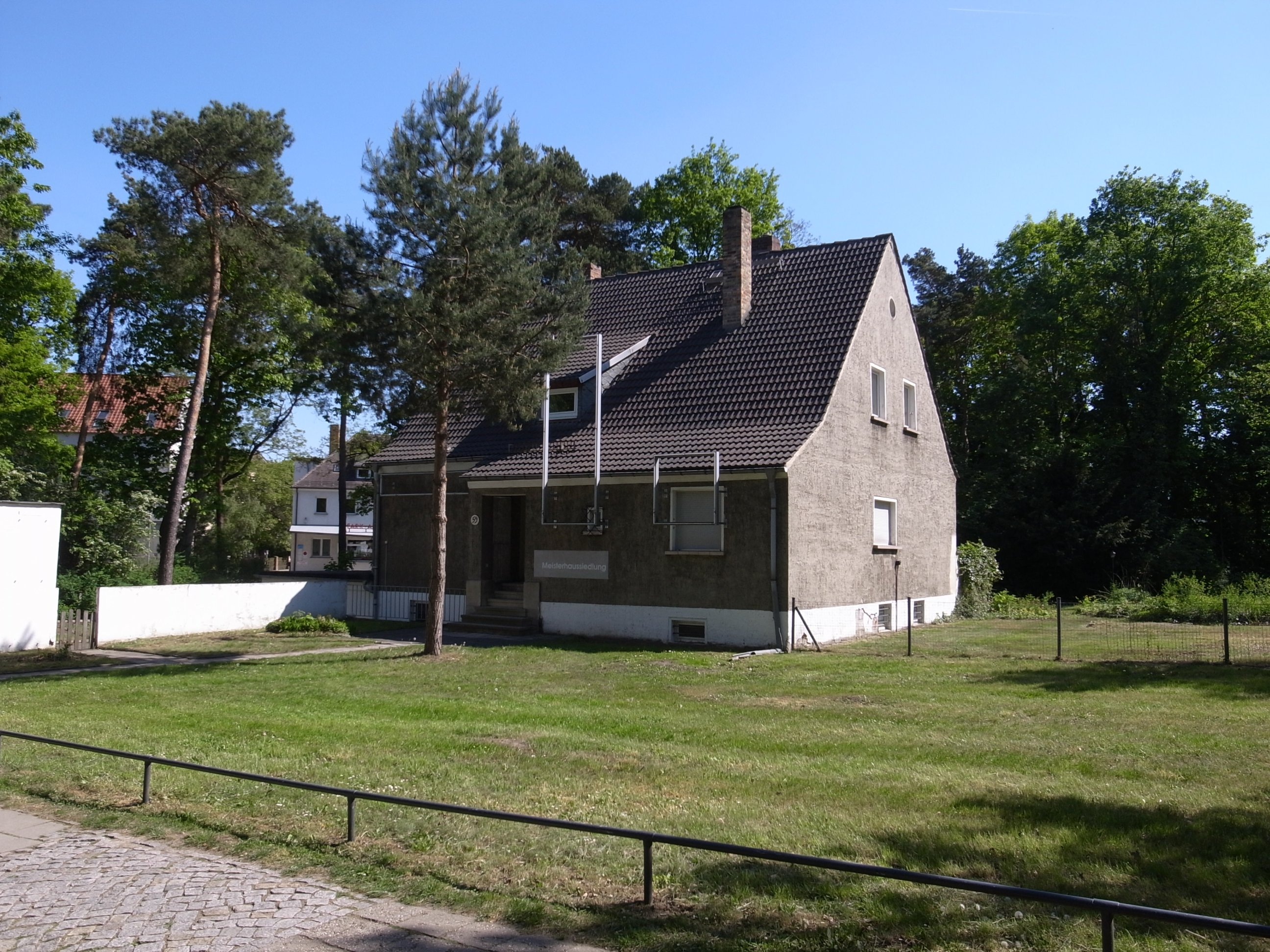
Haus Emmer, 1956 auf dem Kellergeschoss des Hauses Gropius errichtet, 2011 abgerissen (Ansicht 2011)

### Entstehung
Auf den wenigen vorhandenen historischen Aufnahmen der Inneneinrichtungen ist zu sehen, dass die Bewohner der Meisterhäuser die Innenraumgestaltung sehr dem damaligen Zeitgeist anpassten, ganz entgegengesetzt dem äußeren Erscheinungsbild. Nur Moholy-Nagy richtete sein Haus nach den Ergebnissen, Vorgaben und Produkten des Bauhauses ein. Im Haus Kandinsky ist heute eine Wand originalgetreu mit Blattgold belegt rekonstruiert.

### Krieg und Nachkriegszeit

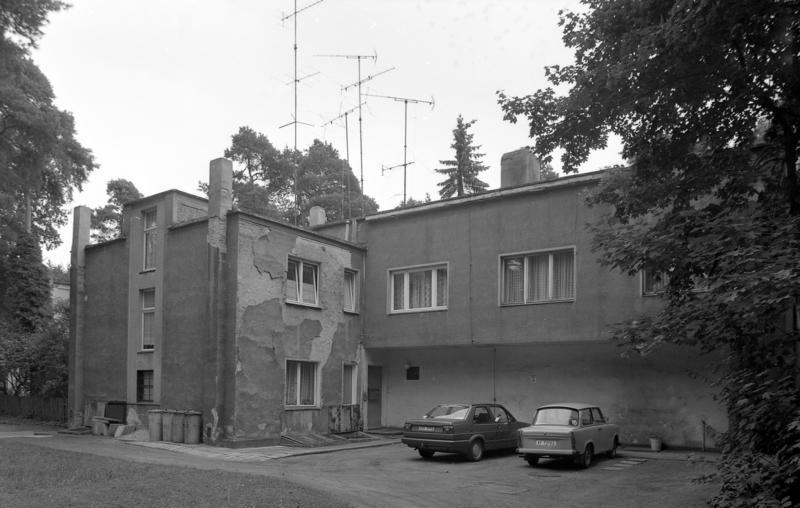
Meisterhaus Muche/Schlemmer vor der Restaurierung (1991)

Die Meisterhäuser von Gropius und Moholy-Nagy wurden durch ein Bombardement im Jahr 1945 vernichtet. Auf dem Kellergeschoss des zerstörten Hauses Gropius wurde 1956 ein Wohnhaus in traditioneller Satteldach-Bauweise errichtet (Haus Emmer). Die zerbombte Haushälfte von Moholy-Nagy wurde abgetragen und eine Freifläche geschaffen, sodass nur noch die ehemals von Lyonel Feininger bewohnte Gebäudehälfte erhalten war.

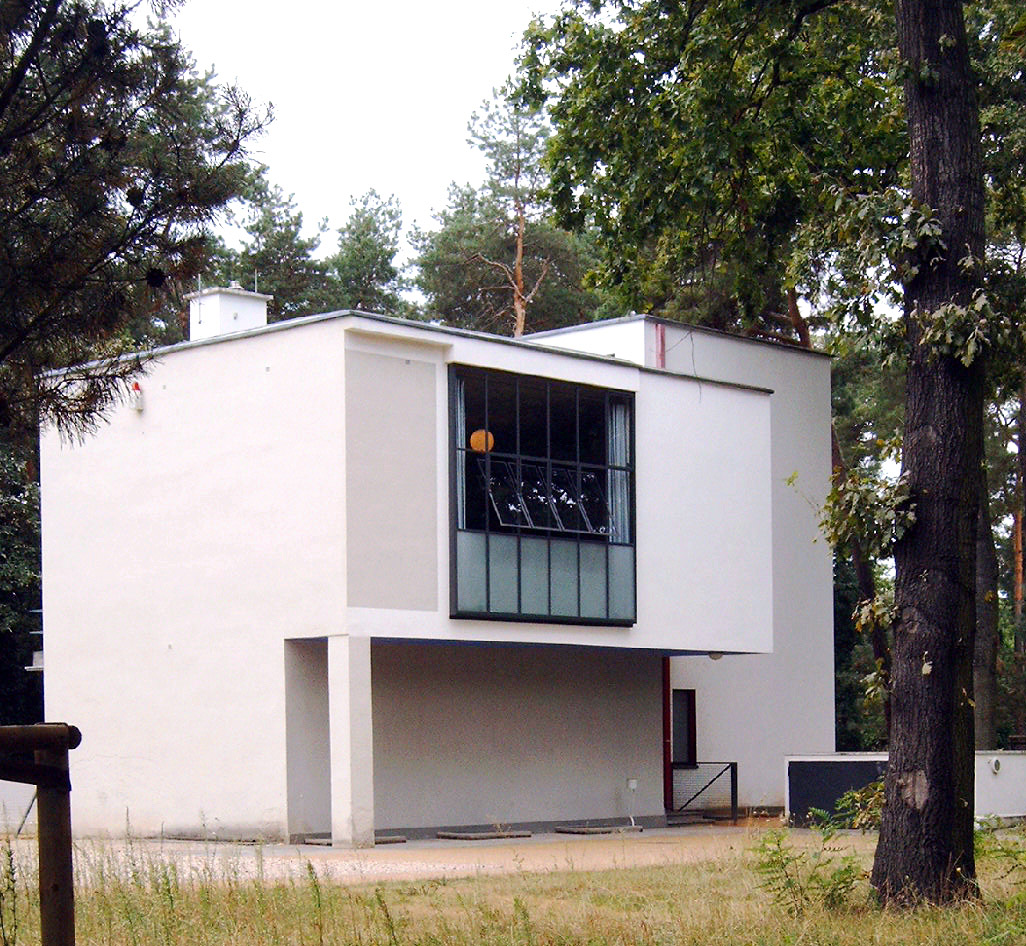
Hälfte von Feininger des Meisterhaus Moholy-Nagy/Feininger vor dem Bau der Neuen Meisterhäuser (2004)

### Seit der Wiedervereinigung
Die noch bestehenden Häuser wurden nach 1990 mit zum Teil privaten Mitteln aufwändig restauriert. Dabei wurde auch versucht, die ursprüngliche farbliche Gestaltung der Innenräume, die auf die Farbenlehre des Bauhauses zurückging, wiederherzustellen. Da die farbliche Gestaltung des Innenraums auch vom jeweiligen Bewohner abhing, findet man in den Räumen heute beispielhafte Farbgebungen, die jeweils nur den Zustand eines Raumes zu einer bestimmten Zeit wiederzugeben versuchen. Die erhaltene Hälfte des Hauses Moholy-Nagy/Feininger wurde 1993 bis 1994 restauriert, das Haus Kandinsky/Klee im Jahr 2000 und das Haus Muche/Schlemmer mit Unterstützung der Wüstenrot Stiftung 1998 bis 2002.
Nach einer vorhergehenden Diskussion, ob die zerstörten Häuser originalgetreu rekonstruiert werden sollten, wurden diese und die in den 1960er oder 1970er Jahren zerstörte Trinkhalle auf Anregung des britischen Architekten David Chipperfield nach Entwürfen des Berliner Büros Bruno Fioretti Marquez als abstrakte Neuinterpretationen der ursprünglichen Architektur 2013 bis 2014 wieder aufgebaut. Die Innenwände wurden von dem Konzeptkünstler Olaf Nicolai mit unterschiedlichen Verputzarten und Weißtönen gestaltet, was je nach Lichteinfall einen wechselnden Eindruck ergibt. Die offizielle Wiedereröffnung der Meisterhäuser erfolgte am 16. Mai 2014 durch Bundespräsident Gauck.
In den Jahren 2018 bis 2019 wurde das Haus Kandinsky/Klee mit Unterstützung der Wüstenrot Stiftung erneut Instand gesetzt.

### Meisterhäuser
- Walter Gropius: Bauhausbauten Dessau (= Bauhausbücher. Band 12). Albert Langen, München 1930 (monoskop.org [PDF; 222,0 MB]).
- Hartmut Probst, Christian Schädlich: Walter Gropius. Der Architekt und Theoretiker (= Werkverzeichnis. Teil 1). VEB Verlag für Bauwesen, Berlin 1985, ISBN 3-345-00117-9, S. 182–186, Werkzeichnis-Nummer 67.
- Sabine Kraft: Gropius baut privat. Seine Wohnhäuser in Dessau (1925/26) und Lincoln/Mass. (1938). Jonas-Verlag, Marburg 1997, ISBN 3-89445-218-8.
- Gilbert Lupfer, Norbert Michels: Architektur und Kunst. Das Meisterhaus Kandinsky-Klee in Dessau. Seemann, Leipzig 2000, ISBN 3-363-00741-8.
- Wolfgang Paul: „... Das Treppenhaus ist meine ganze Freude ...“. Meisterhäuser in Dessau – das Feiningerhaus (= Edition Dresdner Bauspar AG. Band 5). Umschau/Braus, Frankfurt am Main 2001, ISBN 3-8295-6911-4.
- August Gebeßler (Hrsg.): Gropius. Meisterhaus Muche / Schlemmer. Die Geschichte einer Instandsetzung. Karl Krämer Verlag, Stuttgart / Zürich 2003, ISBN 3-7828-1513-0.
- Wolfgang Thöner, Monika Markgraf: Die Meisterhäuser in Dessau (= Bauhaus-Taschenbuch. Band 10). Spector Books, Leipzig 2014, ISBN 978-3-944669-76-2.
- Wüstenrot Stiftung: Meisterhaus Kandinsky Klee. Die Geschichte einer Instandsetzung. Spector Books, Leipzig 2020, ISBN 978-3-96075-013-0.

### Neue Meisterhäuser
- Regina Bittner, Ingolf Kern: Neue Meisterhäuser für Dessau. Die reparierte Siedlung. Stiftung Bauhaus Dessau, Dessau-Roßlau 2013.
- Wolfgang Thöner, Alexia Pooth (Hrsg.): Neue Meisterhäuser in Dessau, 1925–2014. Debatten. Positionen. Kontexte (= Edition Bauhaus. Band 46). Spector Books, Leipzig 2017, ISBN 978-3-944669-61-8.